# Liste des courts et moyens métrages québécois
 (août 2020).
La mise en forme du texte ne suit pas les recommandations de Wikipédia : il faut le « wikifier ».
Les points d'amélioration suivants sont les cas les plus fréquents. Le détail des points à revoir est peut-être précisé sur la page de discussion.
- Les titres sont pré-formatés par le logiciel. Ils ne sont ni en capitales, ni en gras.
- Le texte ne doit pas être écrit en capitales (les noms de famille non plus), ni en gras, ni en italique, ni en « petit »…
- Le gras n'est utilisé que pour surligner le titre de l'article dans l'introduction, une seule fois.
- L'italique est rarement utilisé : mots en langue étrangère, titres d'œuvres, noms de bateaux, etc.
- Les citations ne sont pas en italique mais en corps de texte normal. Elles sont entourées par des guillemets français : « et ».
- Les listes à puces sont à éviter, des paragraphes rédigés étant largement préférés. Les tableaux sont à réserver à la présentation de données structurées (résultats, etc.).
- Les appels de note de bas de page (petits chiffres en exposant, introduits par l'outil «  Source ») sont à placer entre la fin de phrase et le point final[comme ça].
- Les liens internes (vers d'autres articles de Wikipédia) sont à choisir avec parcimonie. Créez des liens vers des articles approfondissant le sujet. Les termes génériques sans rapport avec le sujet sont à éviter, ainsi que les répétitions de liens vers un même terme.
- Les liens externes sont à placer uniquement dans une section « Liens externes », à la fin de l'article. Ces liens sont à choisir avec parcimonie suivant les règles définies. Si un lien sert de source à l'article, son insertion dans le texte est à faire par les notes de bas de page.
- La présentation des références doit suivre les conventions bibliographiques. Il est recommandé d'utiliser les modèles {{Ouvrage}}, {{Chapitre}}, {{Article}}, {{Lien web}} et/ou {{Bibliographie}}. Le mode d'édition visuel peut mettre en forme automatiquement les références.
- Insérer une infobox (cadre d'informations à droite) n'est pas obligatoire pour parachever la mise en page.

Pour une aide détaillée, merci de consulter Aide:Wikification.
Si vous pensez que ces points ont été résolus, vous pouvez retirer ce bandeau et améliorer la mise en forme d'un autre article.
Vous trouverez ci-dessous une liste des courts et moyens métrages québécois classés selon leur année de première diffusion. Les courts métrages sont des films de 20 minutes et moins alors que les moyens métrages font entre 21 et 45 minutes.

## Avant 1950
- 1898 : Danse indienne (Gabriel Veyre), produit par les frères Lumière[1]
- 1902 : La parade de l'union des mouleurs en fer durant la journée de travail (William Paley)
- 1905 : Exercice de sauvetage sur un transatlantique (Francis Doublier et Léo-Ernest Ouimet)
- 1908 : Mes espérances en 1908 (Léo-Ernest Ouimet)
- 1917 : North American Pulp & Paper Companies (premier film québécois qui n'est pas l'oeuvre et Léo-Ernest Ouimet)
- 1921 : Funérailles de Georges Ouimet (Léo-Ernest Ouimet)
- 1924 : Skyland Winter (Byron Harmon)
- 1928 : Dans le bois (Albert Tessier)
- 1934 : La Pérade (Albert Tessier)
- 1938 : Hommage à notre paysannerie (Albert Tessier)
- 1939 : Fire Wise (John McDougall)
- 1942 : Une journée à l'exposition provinciale de Québec (Maurice Proulx)
- 1942 : Artisanat familial (Albert Tessier)
- 1942 : La Dame aux camélias, La vraie (Gratien Gélinas)
- 1942 : Un entre mille (Maurice Gagnon)
- 1942 : En pays neufs : Un épilogue à Ste-Anne de Roquemaure (Maurice Proulx)
- 1944 : La Cité de Notre-Dame (Vincent Paquette)
- 1944 : Alouette (Norman McLaren)
- 1945 : Fridolinons (Roger Blais)
- 1946 : Le Percheron (Maurice Proulx)
- 1947 : Le Lin du Canada (Maurice Proulx)
- 1947 : Métropole (Arthur Burrows et Jean Palardy)
- 1948 : Quatre artistes canadiens (Albert Tessier)
- 1948 : Le Dément du Lac Jean-Jeunes (Claude Jutra)
- 1949 : Les Ennemis de la pomme de terre (Maurice Proulx)
- 1949 : À travers l'Ungava (Jacques Bobet)
- 1949 : Mouvement perpétuel (Claude Jutra)
- ? : Louis-Roger Lafleur, Jean-Philippe Cyr, Jean-Marie Poitevin, Herménégilde Lavoie

## 1950-1959
- 1950 : Ski à Québec (Maurice Proulx)
- 1950 : Matin (Michel Brault)
- 1950 : Congrès marial d'Ottawa, juin 1947 (Maurice Proulx)
- 1951 : Parki Parka (Albert Tessier)
- 1951 : Jeunesse rurale (Maurice Proulx)
- 1951 : La neige a neigé (Jacques Giraldeau)
- 1951 : Le Cinquantenaire des caisses populaires (Maurice Proulx)
- 1952 : Le Miracle du curé Chamberland (Albert Tessier)
- 1952 : L'École du succès (Henri Michaud)
- 1952 : La Défaite du Général Pringle (René Bail)
- 1953 : Tapis et tableaux (Henri Michaud)
- 1953 : Le Notaire (Pierre Arbour)
- 1954 : Marguerite Bourgeoys (Maurice Proulx)
- 1954 : Les Parents à l'école (Roger Blais)
- 1954 : Le Médecin du nord (Jean Palardy)
- 1954 : Un jardin au Québec (Henri Michaud)
- 1954 : En Mauricie (Fernand Rivard)
- 1955 : Waconichi (Maurice Proulx)
- 1955 : 1-2-3 (Norman McLaren)
- 1955 : Blinkity Blank (Norman McLaren)
- 1955 : Les Canadiens français dans l'Ouest (Bernard Devlin)
- 1955 : Les Aboiteaux (Leonard Forest)
- 1956 : Destination Saturne (Carnior)
- 1956 : Pierrot des bois (Claude Jutra)
- 1956 : Frontière (Claude Jutra)
- 1956 : La Communauté juive de Montréal (Fernand Dansereau)
- 1956 : Carnaval de Québec (Jean Palardy)
- 1956 : Jeunesses musicales (Claude Jutra)
- 1956 : Pêcheurs de Pomcoup (Leonard Forest)
- 1957 : Au printemps (Dorothée Brisson et Suzanne Caron) * Premier film québécois réalisé par des femmes
- 1957 : La Drave (Raymond Garceau)
- 1957 : Bonjou' soleil (Leonard Forest)
- 1957 : Ti-Jean s'en va dans l'Ouest (Raymond Garceau)
- 1957 : Il était une chaise (Claude Jutra et Norman McLaren)
- 1957 : Mécanique (René Bail)
- 1957 : Capitale de l'or (Wolf Koenig et Colin Low)
- 1957 : Au royaume du Saguenay (Maurice Proulx)
- 1958 : Rencontres dans l'invisible (Richard Lavoie)
- 1958 : Le Merle (Norman McLaren)
- 1958 : Les Raquetteurs (Michel Brault et Gilles Groulx)
- 1958 : Mon premier deux cents pieds (Gilles Groulx)
- 1958 : Au bout de ma rue (Louis-Georges Carrier)
- 1958 : Une île du St-Laurent (Raymond Garceau)
- 1959 : Félix Leclerc, troubadour (Claude Jutra)
- 1959 : Télésphore Gagné, garde-pêche (Claude Fournier)
- 1959 : La Traversée à l'Île-aux-Coudres (René Bonnière)
- 1959 : Normétail (Gilles Groulx)
- 1959 : Le Chanoine Lionel Groulx, historien (Pierre Patry)
- 1959 : Correlieu (Jean Palardy)
- 1959 : Marius Barbeau et l'art totémique (Réal Benoît)
- 1959 : L'Héritage (Bernard Devlin)
- 1959 : Germaine Guèvremont, romancière (Pierre Patry)
- 1959 : Jour de juin (Louis Portugais)
- 1959 : Fred Barry, comédien (Claude Jutra)
- 1959 : C'est l'aviron qui nous mène (François Brault)
- 1959 : Le Notaire de Trois-Pistoles (Georges Rouquier)

## 1960-1969
- 1960 : Saint-Denys Garneau (Louis Portugais)
- 1960 : Notre univers (Roman Kroitor et Colin Low)
- 1961 : La Lutte (Michel Brault, Marcel Carrière, Claude Fournier et Claude Jutra)
- 1962 : Jour après jour (Clément Perron)
- 1966 : Notes sur un triangle (René Jodoin)
- 1969 : Le Corbeau et le Renard (Francine Desbiens, Pierre Hébert, Yves Leduc et Michèle Pauzé)

## 1970-1979
- 1970 : Un pays sans bon sens! (Pierre Perrault)
- 1972 : Zikkaron (Laurent Coderre)
- 1972 : Les Indrogables (Jean Beaudin)
- 1973 : Balablok (Břetislav Pojar)
- 1973 : Les Canadiens sont là (Pierre Falardeau et Julien Poulin)
- 1974 : La Faim (Peter Foldès)
- 1977 : Le Château de sable (Co Hoedeman)
- 1978 : L'Affaire Bronswik (Robert Awad et André Leduc)
- 1979 : Pea Soup (Pierre Falardeau)

## 1980-1989
- 1980 : Speak White (Pierre Falardeau)
- 1980 : L'Artiste (Norma Bailey)
- 1981 : Crac (Frédéric Back)
- 1981 : Zea (en) (André Leduc et Jean-Jacques Leduc)
- 1986 : Ah! Vous dirai-je, maman (Francine Desbiens)
- 1986 : L'Heure des anges (Jacques Drouin, Břetislav Pojar)
- 1989 : 50 Ans (Gilles Carle)

## 1990-1999
- 1992 : La Basse Cour (Michèle Cournoyer)
- 1998 : Les Mots magiques (Jean-Marc Vallée)
- 1998 : Mon enfant, ma terre (Francine Desbiens)
- 1999 : Atomic Sake (Louise Archambault)
- 1999 : When the Day Breaks Wendy Tilby et Amanda Forbis (en)
- 1999 : Le Chapeau (Michèle Cournoyer)

## 2000-2009
- 2000 : Le Chapeau (Michèle Cournoyer)
- 2000 : Inséparables (Normand Bergeron)
- 2001 : Âme noire (Martine Chartrand)
- 2001 : Remembrance (Stephanie Morgenstern)
- 2002 : Les Ramoneurs cérébraux (Patrick Bouchard)
- 2002 : Hit and Run (Richard Jutras)
- 2003 : Bleu comme un coup de feu (Masoud Raouf)
- 2003 : Mammouth (Stefan Miljevic)
- 2004 : Accordéon (Michèle Cournoyer)
- 2004 : Papa (Émile Proulx-Cloutier)
- 2004 : Nibbles (Christopher Hinton)
- 2004 : L'Homme sans ombre (Georges Schwizgebel)
- 2004 : Empreintes (Jacques Drouin)
- 2005 : Dehors novembre (Patrick Bouchard)
- 2005 : Une chapelle blanche (Simon Lavoie)
- 2006 : Monument (Alain Delannoy)
- 2006 : Conte de quartier (Florence Miailhe)
- 2006 : Les Eaux mortes (Guy Édoin)
- 2007 : Notre prison est un royaume (Simon Galiero)
- 2007 : Isabelle au bois dormant (Claude Cloutier)
- 2007 : Madame Tutli-Putli (Chris Lavis et Maciek Szczerbowski)
- 2008 : Next Floor (Denis Villeneuve)
- 2008 : La battue (Guy Édoin)
- 2008 : Passage (Karl Lemieux)
- 2008 : Les Réfugiés (Émile Proulx-Cloutier)
- 2008 : Le Nœud cravate (Jean-François Lévesque)
- 2009 : Danse macabre (Pedro Pires)
- 2009 : Robe de guerre (Michèle Cournoyer)

## 2010-2019
- 2010 : M'ouvrir (Albéric Aurtenèche)
- 2010 : Sophie Lavoie (Anne Émond)
- 2010 : Les Journaux de Lipsett (en) (Théodore Ushev)
- 2010 : Manèges (Sophie Goyette)
- 2011 : Trotteur (Arnaud Brisebois et Francis Leclerc)
- 2011 : Dimanche (Patrick Doyon (en))
- 2011 : Ce n'est rien (Nicolas Roy)
- 2011 : La Ronde (Sophie Goyette)
- 2011 : Surveillant (Yan Giroux)
- 2011 : Henry (Yan England)
- 2011 : Dans la neige (Alexis Fortier Gauthier)
- 2011 : Le Grand ailleurs et le petit ici (Michèle Lemieux)
- 2012 : Bydlo (Patrick Bouchard)
- 2012 : Là où je suis (Myriam Magassouba)
- 2012 : Chef de meute (Chloé Robichaud)
- 2012 : Avec Jeff, à moto (Marie-Ève Juste)
- 2012 : Kaspar (inspiré de la vie de Kaspar Hauser)
- 2012 : Gloria Victoria (Theodore Ushev)
- 2013 : Le Camarade (Benjamin Tessier)
- 2013 : Quelqu'un d'extraordinaire (Monia Chokri)
- 2013 : Le courant faible de la rivière (Joël Vadreuil)
- 2013 : Gaspé Copper (Alexis Fortier Gauthier)
- 2013 : Jeu de l'inconscient (Chris Landreth)
- 2013 : In Guns We Trust (Nicolas Lévesque)
- 2014 : Les gars du front (Benjamin Tessier et Jean-Philippe Nadeau Marcoux)
- 2014 : Toutes des connes
- 2014 : Jutra (Marie-Josée Saint-Pierre)
- 2014 : Nul poisson où aller  (Janice Nadeau et Nikola Lemay)
- 2014 : Petit frère (Rémi St-Michel)
- 2014 : Pas la grosse Sophie (Philippe Arsenault)
- 2014 : La Coupe (Geneviève Dulude-De Celles)
- 2014 : Plage de sable (Marie-Ève Juste)
- 2014 : Soif (Michèle Cournoyer)
- 2015 : La Grande braque (Tom Rodrigue, Carl-Emmanuel Blanchet et Ludovic Fleury)
- 2015 : Maurice (François Jaros)
- 2015 : Auto Portraits (en) (Claude Cloutier)
- 2015 : Bleu tonnerre (en) (Jean-Marc E. Roy et Philippe David Gagné)
- 2015 : Le Cours de natation (Olivia Boudreau)
- 2015 : Star (Émilie Mannering)
- 2015 : Mamie (Janice Nadeau)
- 2017 : Une question de goût (David Labrecque)
- 2017 : Crème de menthe (Jean-Marc E. Roy et Philippe David Gagné)
- 2018 : La Tinque sacrée (Tom Rodrigue)
- 2019 : Canicule (Fanny Perreault)
- 2019 : Le Mal du siècle (Catherine Lepage)

## 2020-2029
- 2021 : Candidat vedette (Tom Rodrigue)
- 2024 : Cube de sucre (Jean-Philippe Nadeau Marcoux)
- 2024 : Boite à savon (Jimmy Genest Pettigrew)